# Florian Heinrich
Florian Heinrich (* 31. August 1995 in Wien) ist ein österreichischer Fußballspieler.

## Karriere
Heinrich begann seine Karriere beim FK Austria Wien. 2001 wechselte er zum First Vienna FC 1894. 2004 kehrte er zur Austria zurück. 2011 wechselte er nach Deutschland zum FC Schalke 04. Im Sommer 2014 lief dort sein Vertrag aus und er wechselte im Jänner 2015 zurück nach Österreich zum Drittligisten SK Austria Klagenfurt, mit dem er zu Saisonende in den Profifußball aufstieg. Im Sommer 2015 wechselte er zum Viertligisten SK Maria Saal. Im Jänner 2016 wechselte er zum Zweitligisten Floridsdorfer AC, für den er im Februar 2016 in der zweiten Liga debütierte.
Zur Saison 2016/17 wechselte er in die 2. Landesliga zu Hellas Kagran.